# エリー・ナイ
エリー・ナイ（ドイツ語: Elly Ney, 1882年9月27日 - 1968年3月31日）は、ドイツの女性ピアニスト。
ベートーヴェン作品の解釈で名を馳せ、1940年にボン市からベートーヴェン賞を授与された。

## 生涯
デュッセルドルフ生まれだが、ボンで音楽好きの両親のもとに養育される。わけてもフランツ・ヴュルナーとイジドア・ザイスに師事するが、テオドール・レシェティツキーやエミール・フォン・ザウアーからも薫陶を受けた。ナイは早くも少女時代から反ユダヤ主義の洗礼を受け、自分のピアノ教師について早速「芸術知らず」だと言っている。このような嫌悪感は年が経つにつれて深まっていき、「人道主義的な倫理観」は「真正な人種である」ゲルマン人にしか適用されないと考えるようになった。
1906年2月9日にウェルテ・ミニョン社の自動再生ピアノに13曲を録音。これは同社の数あるピアノロールの中でも、確かに最も古い部類に属する。
1911年にオランダ人の指揮者・ヴァイオリニストのヴィレム・ヴァン・ホーフストラーテンと結婚。一粒種の娘エレオノーレ・ファン・ホーフストラーテンは長じて舞台女優になった。
1921年から米国に暮らし、ベートーヴェンとブラームスの専門家として名を揚げる。この頃に、初めてレコード用の録音を行う。この頃に、シカゴ出身のポール・アレーズ（Paul Allais）と再婚するが、この結婚生活も長続きしなかった。1930年に、芸術的環境を変えるためにヨーロッパに戻る。1937年に国家社会主義ドイツ労働者党に入党し、同年アドルフ・ヒトラーより教授の称号を与えられ、またその他多くのナチスの御用団体にも新規会員として名を連ねた。ポーランド総督府の御時世になると、ナイもクラクフに出張し、その地で「総督府フィルハーモニー」の設立を見届けている。こうした言動のことごとくが、戦後に彼女の体面を汚すことになり、名誉回復がかなったときには、やっと1952年になっていた。それから亡くなる数週間前まで、ナイは再び演奏活動に没頭することになる。
ナイは壮年を過ぎても、きわめて難度の高い、技巧がかった華麗なピアノ曲を演奏したが、その演奏は若手ピアニストに比べてもほとんど遜色ないものだった。国内外の最大規模のコンサートホールでさえも集客し、79歳から86歳まで精力的な演奏旅行を繰り広げた。最晩年は、ほとんどのレパートリーを網羅したステレオ録音のレコードや、テレビ撮影によって記録され、しかも数々の最高位の栄誉に恵まれた。